# Aglaia coriacea
Aglaia coriacea là một loài thực vật]] thuộc họ Meliaceae. Loài này có ở Indonesia và Malaysia.